# Йохан III фон Зайн
Йохан III фон Зайн (на немски: Johann III von Sayn; * ок. 1350; † 25 февруари 1409) е граф на Графство Зайн.
Той е син на граф Йохан II фон Зайн († сл. 1360) и съпругата му графиня Елизабет фон Юлих († сл. 1389), дъщеря на граф Герхард V фон Юлих († 1328). 
Йохан III се жени на 24 юни 1349 г. за Аделхайд фон Вестербург († сл. 14 октомври 1367), дъщеря на граф Райнхард I фон Вестербург († 1353) и съпругата му Бехте фон Фалкенщайн († 1342). Сестра му Кунигунда фон Зайн (ок. 1353 – 1383) се омъжва през
1353 г. за нейния брат Йохан I фон Вестербург (1332 – 1370).

## Деца
Йохан III и Аделхайд фон Вестербург имат децата:
- Герхард I (ок. 1390 – 1419), граф на Сайн, женен I. пр. 1385 г. за София фон Щайн-Льовенберг, II. пр. 6 юни 1409 г. за Анна фон Золмс-Браунфелс († 1433)
- Райнхард († 1391)
- Еберхард (fl. 1409)
- Вилхелм (ок. 1392 – ок. 1431), граф на Зайн, женен за бургграфиня Катарина фон Шьонау-Шьонфорст († сл. 1418)
- Берта († 10 юни 1442), абатиса на Кауфунген
- Йохана
- Алайд